# Marek Ferenc
Marek Robert Ferenc (ur. 1966) – polski historyk, prof. dr hab. nauk humanistycznych.

## Życiorys
W 1990 ukończył studia na Wydziale Filozoficzno-Historycznym UJ, broniąc pracy magisterskiej p.t. Wyprawa zadnieprzańska Jana Kazimierza sierpień 1663 - marzec 1664. W 1995 obronił pracę doktorską pt. Dwór Zygmunta Augusta. Organizacja i funkcjonowanie (promotor prof. Irena Kaniewska). 15 maja 2009 Rada Wydziału Historycznego UJ nadała mu stopień doktora habilitowanego na podstawie rozprawy: Mikołaj Radziwiłł "Rudy" (ok. 1515–1584). Działalność polityczna i wojskowa.
Aktualnie zatrudniony w Zakładzie Historii Polski Nowożytnej Instytutu Historii UJ, na stanowisku profesora. Jest członkiem Komisji do Oceny Podręczników Szkolnych przy Polskiej Akademii Umiejętności oraz od 2013 członkiem Komisji Lituanistycznej Komitetu Nauk Historycznych PAN.

## Dzieła
- 1998: Dwór Zygmunta Augusta. Organizacja i ludzie
- 2004: Czasy nowożytne, [w:] Obyczaje w Polsce. Od średniowiecza do czasów współczesnych, pod red. Andrzeja Chwalby. ISBN 83-01-14253-7
- 2008: Mikołaj Radziwiłł "Rudy" (ok. 1515–1584). Działalność polityczna i wojskowa ISBN 978-83-88737-94-7
- 2012: Collegium Nowodworskiego ISBN 978-83-7638-210-4
- 2023: Dwór królewicza Zygmunta Jagiellończyka (1493-1506): organizacja, ludzie, praca ISBN 978-83-67609-27-2